# Eberchi Opara
Eberchi Opara (* 6. März 1976) ist eine ehemalige nigerianische Fußballspielerin und Nationalspielerin.

## Karriere

### Vereine
Opara wurde gemeinsam mit drei weiteren Spielerinnen aus Nigeria vom TuS Niederkirchen für den Zeitraum 1. Januar bis 30. Juni 2000 verpflichtet.
Als Abwehrspielerin kam sie am 27. Februar 2000 (14. Spieltag) bei der 0:3-Niederlage im Heimspiel, das auf dem Sportgelände des VfB Iggelheim ausgetragen wurde, gegen die Sportfreunde Siegen zum Einsatz, in dem ihr das Eigentor zum 0:2 in der 45. Minute unterlaufen war. Mit dem Abstieg ihrer Mannschaft in die Regionalliga Südwest verließ sie den Verein.

### Nationalmannschaft
Opara bestritt für die Nationalmannschaft Nigerias sieben Länderspiele. Sie nahm mit ihr an der vom 19. Juni bis 10. Juli 1999 in den Vereinigten Staaten ausgetragenen Weltmeisterschaft teil. Sie bestritt alle drei Spiele der Gruppe A und das mit 3:4 n. V. verlorene Viertelfinale gegen die Nationalmannschaft Brasiliens.
Des Weiteren nahm sie mit ihrer Nationalmannschaft am olympischen Fußballturnier 2000 in Sydney teil. Sie bestritt alle drei Spiele der Gruppe F und schied danach mit ihrer Nationalmannschaft aus dem Turnier aus.